# Sensei
Sensei (kandži 先生, hiragana せんせい) je čestný titul, který spolu sdílejí japonština, korejština a čínština. Doslovný překlad tohoto výrazu zní „osoba narozená před druhou“ nebo „ten, kdo přišel dřív“. V běžné japonštině slouží, přiřazen za jménem osoby, k označení učitele, instruktora nebo mistra. Lze tak oslovit jiného odborníka či uznávanou osobu mezi duchovními, právníky, lékaři, politiky či úředníky nebo vyjádřit úctu někomu, kdo dosáhl určité úrovně mistrovství v některé umělecké oblasti (výtvarník, spisovatel, hudebník) anebo v oblasti bojových umění.

## V buddhismu
V zenových školách příbuzných laické Sanbo kjodan se výraz sensei používá pro učitele, kteří nedosáhli stupně róši neboli starý mistr. Avšak jiné japonské buddhistické školy tento termín používají pro všechny mnichy bez ohledu na jejich služební věk a hodnostní pořadí. Používá se například pro duchovní školy Džódó šinšú v USA nehledě na to, zda jsou etničtí Japonci, nebo ne. V zenové škole Kwan Um, kterou založil korejský zenový mistr Seung Sahn, je korejský titul ji do poep sa nim velmi podobný japonskému sensei.
V Ničirenově škole označují členové hnutí Sóka gakkai prezidenta sanghy, jímž je v současnosti Ikeda Daisaku, titulem Sensei.